# 양양 영혈사 아미타불도
양양 영혈사 아미타불도(襄陽 靈穴寺 阿彌陀佛圖)는 대한민국 강원특별자치도 양양군 양양읍, 영혈사에 있는 조선시대의 아미타불도이다.
2015년 3월 6일 강원특별자치도의 문화재자료 제166호로 지정되었다가, 2019년 11월 29일 강원도의 유형문화재 제180호로 지정되었다.

## 개요
설법인을 하고 있는 중앙 아미타불의 대좌 좌우에 관세음보살과 대세지보살이 서있는 전형적인 아미타불도이다. 아미타불의 광배 좌우에는 가섭과 아난, 그리고 화면의 양끝에는 사천왕상이 배치되어 있다. 화면 하단 오른쪽 끝에는 붉은색 구획을 마련하고 그림의 제작시기, 봉안처, 작가 등을 적은 화기(畵記)가 있다. 화기의 내용은 다음과 같다
 화기
道光元年辛巳五月 日襄陽府靈穴寺 奉安于 緣化秩 證卵龍波慧椘 □□道峯 富兼 金魚漢菴義銀 聖波盛演 比丘大益 比丘体信 比丘□仁 別座比丘□根 供養比丘块植 淨稱立禪陳㕵 持殿緣化主南漢世能 三網 僧□比丘世沾 首僧比丘 熳□ 畵僧比丘世熳 本寺秩 老□比丘洪鑑 比丘巨密 比丘大仁 比丘信椛 比丘最玄 比丘壁信 比丘贊煕 大施主秩 大施主靈發及 婆□主陳允恒

화기에 '도광원년신사'라는 간기가 있어 이 불화는 금어(金魚) 한암의은(漢菴義銀), 성파성연(聖波盛演), 비구대익(比丘大益), 비구체신(比丘体信) 등이 1821년 영혈사에서 조성하여 봉안하였음을 알 수 있다.

## 문화재자료 지정 사유
불화의 하단에 남아있는 화기를 통해 조성연대, 봉안처, 작자를 명확히 확인할 수 있고, 19세기 아미타불도의 전형을 보여주는 작품으로 불화연구에 중요한 자료적 가치가 있다는 점에서 지정 보존가치가 있다.

## 유형문화재 지정 사유
불화 하단에 조성연대와 봉안처, 작자 등의 명확한 기록이 있는 19세기 아미타불도의 전형을 보여주는 작품으로
불화연구의 중요한 자료이며 보존상태가 개선되어 지정문화재로 가치가 있다.

## 참고 자료
- 양양 영혈사 아미타불도 - 국가유산청 국가유산포털